# More Monsters and Sprites
More Monsters and Sprites est le troisième EP de l'artiste Skrillex.
L'EP est sorti le 7 juin 2011.

## Liste des pistes
| No | Titre                                                  | Durée |
| -- | ------------------------------------------------------ | ----- |
| 1. | First of the Year (Equinox)                            | 4:22  |
| 2. | Ruffneck (Flex)                                        | 4:43  |
| 3. | Ruffneck (Full Flex)                                   | 3:46  |
| 4. | Scary Monsters and Nice Sprites (Dirtyphonics Remix)   | 4:51  |
| 5. | Scary Monsters and Nice Sprites (Phonat Remix)         | 3:40  |
| 6. | Scary Monsters and Nice Sprites (The Juggernaut Remix) | 3:54  |
| 7. | Scary Monsters and Nice Sprites (Kaskade Remix)        | 8:04  |

| 8. | Rock 'N' Roll (Will Take You to the Mountain) (Music Video) | 4:35 |

## Classement par pays
| Classement (2011)                              | Meilleure position |
| ---------------------------------------------- | ------------------ |
| Australie (ARIA Charts)                        | 60                 |
| États-Unis Billboard 200                       | 124                |
| États-Unis Billboard Dance/Electronique Albums | 5                  |

## Historique de sortie
| Pays       | Date         | Format                 | Label              | Catalogue    |
| ---------- | ------------ | ---------------------- | ------------------ | ------------ |
| États-Unis | 7 juin 2011  | Téléchargement digital | Big Beat, Atlantic | 075679968098 |
| Australie  | 7 juin 2011  | Téléchargement digital | Neon               | NEON00055    |
| États-Unis | 27 juin 2011 | Téléchargement digital | Big Beat, Atlantic | -            |